# Carefree Highway
«Carefree Highway» es una canción interpretada por el cantautor canadiense Gordon Lightfoot. Fue publicada en agosto de 1974 como el segundo y último sencillo de su noveno álbum de estudio, Sundown.

## Grabación
«Carefree Highway» se grabó en noviembre de 1973 en los estudios Eastern Sound, en Toronto, Ontario. Lenny Waronker produjo la canción y Lee Herschberg se desempeñó como ingeniero de audio. La masterización de la canción se llevó a cabo en The Burbank Studios, en North Hollywood, California.

## Lanzamiento
Reprise Records lanzó Sundown en enero de 1974, con «Carefree Highway» como la octava pista del álbum, intercalada entre «Sundown» y «The List». Siete meses después, Reprise lanzó «Carefree Highway» como el segundo y último sencillo del álbum, con el número de catálogo RPS 1309 y la canción «Seven Island Suite» como lado B.

## Rendimiento comercial
En Canadá, «Carefree Highway» debutó en el puesto número 45 de la lista RPM Pop Music Playlist durante la semana que terminó el 7 de septiembre de 1974, donde se desempeñó como el debut más alto de la edición. Después de escalar de manera constante la lista durante seis semanas consecutivas, encabezó la lista el 12 de octubre de 1974, donde desplazó la canción de Charlie Rich, «I Love My Friend», del puesto más alto. «Carefree Highway» salió de la lista Pop Music Playlist el 7 de diciembre en la posición número 33; en total, pasó catorce semanas consecutivas entre los rankings de la lista. En la lista de sencillos de todos los géneros, «Carefree Highway» alcanzó el puesto número 11 el 23 de noviembre de 1974. El sencillo ocupó el puesto número 121 en la lista de fin de año de RPM de 1974.
Fuera del país natal de Lightfoot, el sencillo tuvo un éxito comercial similar. En Estados Unidos, debutó en el puesto número 38 de la lista Billboard Easy Listening durante la semana que terminó el 31 de agosto de 1974, donde se desempeñó como el debut más alto de la edición. En su octava semana en la lista, «Carefree Highway» alcanzó la primera posición que anteriormente ocupaba la canción de «Stop and Smell the Roses» de Mac Davis. Fue su segundo número uno en la lista Easy Listening en 1974 y su tercer sencillo número uno en general. «Carefree Highway» salió de la lista Easy Listening el 14 de diciembre en la posición número 28; en total, pasó dieciséis semanas consecutivas entre los rankings de la lista. En la lista de sencillos de todos los géneros, «Carefree Highway» alcanzó el puesto número 10 el 9 de noviembre de 1974.

## Lista de canciones
Todas las canciones escritas y compuestas por Gordon Lightfoot.
1. «Carefree Highway» – 3:45
2. «Seven Island Suite» – 6:00

## Créditos y personal
Créditos adaptados desde las notas de álbum de Sundown.
Músicos
- Rick Haynes – bajo eléctrico
- Terry Clements – guitarra acústica
- Gordon Lightfoot – guitarra, voces
- Jim Gordon – batería
- Nick DeCaro – orquestación, piano, acordeón

Personal técnico
- Lenny Waronker – productor
- Lee Herschberg – ingeniero de audio
- Chris Skene – ingeniero asistente

## Posicionamiento

### Gráfica semanal
| Gráfica (1974)                            | Pico de posición |
| ----------------------------------------- | ---------------- |
| Australia (Kent Music Report)             | 74               |
| Canadá (RPM Top Singles)                  | 11               |
| Canadá (RPM Country Playlist)             | 1                |
| Canadá (RPM Pop Music Playlist)           | 1                |
| Estados Unidos (Billboard Hot 100)        | 10               |
| Estados Unidos (Billboard Easy Listening) | 1                |

### Gráfica de fin de año
| Gráfica (1974)           | Pico de posición |
| ------------------------ | ---------------- |
| Canadá (RPM Top Singles) | 121              |